# 베렝겔라 나바라 왕녀

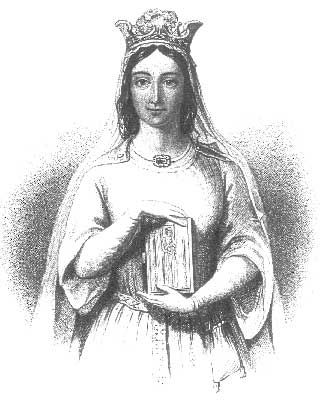
베렝가리아

베렝겔라 나파로아코아(바스크어: Berengela Nafarroakoa, 1165년경 또는 1170년경 - 1230년 12월 23일)는 나바라의 안초 6세와 카스티야의 산차 사이에 태어난 장녀이자, 잉글랜드의 리처드 1세의 왕비이다.

## 생애
나바라의 왕녀 베렝겔라의 유년 시절에 대해서는 잘 알려져 있지 않다. 그녀는 1191년 5월 12일 잉글랜드의 리처드 1세와 결혼했고 후사는 태어나지 않았다. 후사가 없었던 이유로는 리처드 1세가 동성애자였다는 설과 베렝겔라가 불임이었다는 설이 있다. 하지만 리처드 1세가 슬하에 코냑의 필립이란 사생아가 있기 때문에 이 점이 리처드가 동성애자였다는 설의 근거로는 부합하지 않다는 논박이 있다.
베렝겔라는 결혼을 위해 아키텐의 엘레오노르와 함께 시칠리아의 메시나에 도착했으나, 리처드 1세가 즉위하자마자 즉시 제3차 십자군 원정에 나서는 바람에 결혼식을 올리지 못했다. 베렝겔라는 리처드 1세의 누이이자 서거한 시칠리아 선왕의 왕비였던 조안과 십자군 원정에 합류했다. 성지로 가던 도중 폭풍우를 만나 베렝겔라와 조안이 탄 배가 비잔티움 제국의 키프로스 태수 이사키우스 콤네누스에게 납치당했다. 이에 대한 보복으로 리처드는 키프로스를 점령하고 1191년 5월 12일 베렝겔라와 결혼식을 올렸다.
리처드 1세는 오스트리아 공국에 유폐당했다가 잉글랜드로 돌아온 후에도 베렝겔라와 함께 지내지 않았다. 교황 첼레스티노 2세는 리처드 1세에게 아내와 제대로 된 결혼생활을 유지할 것을 명했다. 그 후 리처드 1세는 매주 한번씩 베렝겔라와 함께 교회에 갔으나 유지된 기간은 알 수 없다.
전형적인 정략결혼이었음에도 불구하고 1199년 리처드 1세가 서거하자 베렝겔라는 진정으로 비탄에 빠졌다. 왕위에 오른 존은 베렝겔라에게 선왕의 미망인으로서 받아야 할 연금을 주려 하지 않았고, 이후 헨리 3세 대에 되어서야 연금을 지불하였다.
베렝겔라는 자신의 영지 프랑스 르망에서 평탄한 여생을 보냈다. 그녀는 L'Épau 수녀원(Abbaye de l'Épau)의 후원자가 되었고, 말년에는 그 수녀원에 들어가게되었다.